# Günter Reiner
Günter Reiner (* 1963 in Konstanz) ist ein deutscher Jurist und Professor für Bürgerliches Recht, Handels-, Gesellschafts-,
Wirtschaftsrecht und Steuerrecht an der Helmut Schmidt Universität / Universität der Bundeswehr Hamburg.

## Leben
Von 1984 bis 1989 studierte Günter Reiner Rechtswissenschaften in Tübingen. Nach der zweiten juristischen Staatsprüfung im Jahr 1992 war er als wissenschaftlicher Mitarbeiter bei Carsten Thomas Ebenroth an der Universität Konstanz tätig, bei dem er 1995 mit einer rechtsvergleichenden Arbeit zum „Unternehmerischen Gesellschaftsinteresse und Fremdsteuerung“ im deutschen und französischen Recht promoviert wurde. Reiner wurde 2001 an derselben Fakultät mit einer von Werner F. Ebke betreuten und von der Deutschen Forschungsgemeinschaft (DFG) im Rahmen eines Stipendiums geförderten Arbeit zu derivativen Finanzinstrumenten im Recht habilitiert.
Im Anschluss an eine Lehrstuhlvertretung an der Universität zu Köln und eine kurze Tätigkeit als Rechtsanwalt in München ist Reiner seit 2003 Inhaber der Professur für Bürgerliches Recht, Handels-, Gesellschafts-, Wirtschafts- und Steuerrecht an der Helmut-Schmidt-Universität / Universität der Bundeswehr Hamburg.
Im zweiten Hauptamt war Reiner von 2004 bis 2011 Richter am 11. (gesellschaftsrechtlichen) Zivilsenat des Hanseatischen Oberlandesgerichts in Hamburg.
Seit 2015 ist Reiner auf Vorschlag der Alternative für Deutschland gewähltes Mitglied der Deputation der Hamburger Behörde für Wissenschaft, Forschung, Gleichstellung und Bezirke.

## Forschungsschwerpunkte
Günter Reiners Forschungsschwerpunkte liegen im Finanz-, Kapitalmarkt-, Bilanz- und Gesellschaftsrecht sowie deren Verbindungen zueinander sowie zum Steuerrecht und bürgerlichen Recht. Besonderes Augenmerk richtet er dabei in zahlreichen seiner Veröffentlichungen auf die Systematisierung des Rechts und das Aufzeigen systemimmanenter Lösungsansätze, um die regelmäßig durch neue Rechtsinstrumente und Regelwerke bedingten Widersprüche in der Rechtsordnung aufzulösen.
Bereits in seiner Dissertation lieferte Reiner unter anderem ein Modell, um einzelne Fälle des gesellschaftsrechtlichen (bzw. konzernrechtlichen) Haftungsdurchgriffs auf die Gesellschafter einer Kapitalgesellschaft auf der Grundlage des bestehenden gesetzlichen Haftungsinstrumentariums (Rückerstattungsansprüche wegen Einlagenrückgewähr, deliktsrechtliche Ansprüche) im Wege des Innenausgleichs gegenüber der Gesellschaft zu lösen. Die Rechtsprechung des Bundesgerichtshofs hingegen hat hierzu mit dem „qualifiziert faktischen Konzern“ bzw. der „Existenzvernichtung“ oder auch der „Vermögensvermischung“ – über den Gesetzeswortlaut hinausgehende eigenständige Rechtsinstrumente im Außenverhältnis zu den Gläubigern erschaffen.
In seiner auch auf Russisch erschienenen Konstanzer Habilitationsschrift liefert Reiner Lösungsansätze, wie sich die komplexen Finanzderivate in die bestehende Systematik des Vertrags-, Bankenaufsichts-, Insolvenz-, Bilanz- und Steuerrechts einordnen lassen. Daraus ergeben sich unmittelbare Folgerungen für die Bewältigung der Rechtsfragen, die sich aus der mit dem Einsatz dieser Instrumente verbundenen Ambivalenz zwischen gefährlicher Spekulation und risikobegrenzendem Hedging ergeben.

## Veröffentlichungen (Auswahl)
- ISDA Master Agreement: Kommentar. C. H. Beck, München 2013, ISBN 978-3-406-63168-9 (484 S.).
- Derivative Finanzinstrumente im Recht. Nomos Verlagsgesellschaft, Baden-Baden 2002, ISBN 3-7890-7855-7 (elektronische Fassung [PDF; 3,5 MB] zugleich Habilitationsschrift 2000/01 an der Universität Konstanz; in russischer Übersetzung von Yuri Alekseev unter dem Titel „Деривативы и право“, Wolters Kluwer, Moskau 2005).
- Unternehmerisches Gesellschaftsinteresse und Fremdsteuerung: Eine rechtsvergleichende Studie zum Schutz der Kapitalgesellschaft vor dem Missbrauch organschaftlicher Leitungsmacht. Verlag C. H. Beck, München 1995, ISBN 3-406-40144-9 (elektronische Fassung [PDF; 3,6 MB]).
- Kommentierung der §§ 264–278 HGB (Jahresabschluss der Kapitalgesellschaften), in: Münchener Kommentar zum HGB, 3. Aufl., Band 4, Verlag C. H. Beck/Vahlen, München 2013 (davon die  §§ 265, 266, 268, 273, 274a, 275–278, zusammen mit RA StB WP Dr. jur. Jochen Haußer).
- Shareholder Value und Nachhaltigkeit: zur obersten Leitungsmaxime des Vorstands.  ZVglRWiss 110 (2011), S. 443–475.
- Geheimsache Gesellschaftssatzung am Finanzmarkt Deutschland? Rechtliche Bedeutung, Publizitätspflichten und tatsächliche Verfügbarkeit für den Aktionär. In: Die Aktiengesellschaft 2006, S. 93–105.
- Der deliktische Charakter der "Finanzierungsverantwortung" des Gesellschafters: Zu den Ungereimtheiten der Lehre vom Eigenkapitalersatz. In: Verantwortung und Gestaltung, Festschrift für Karlheinz Boujong zum 65. Geburtstag, hrsg. von Carsten Thomas Ebenroth, Dieter Hesselberger, Manfred Rinne, C. H. Beck, München 1996, S. 415–455.